# Evertella koegasensis
Evertella koegasensis är en spindeldjursart som först beskrevs av Meyer 1974.  Evertella koegasensis ingår i släktet Evertella och familjen Tetranychidae. Inga underarter finns listade i Catalogue of Life.